# Grallenia
Grallenia is een geslacht van straalvinnige vissen uit de familie van grondels (Gobiidae).

## Soorten
- Grallenia arenicola Shibukawa & Iwata, 2007
- Grallenia lipi Shibukawa & Iwata, 2007